# Penya Blanca (Vallirana)
La Penya Blanca és una muntanya de 497 metres que es troba al municipi de Vallirana, a la comarca catalana del Baix Llobregat.